# Horse Island (Irlande)
Pour les articles homonymes, voir Horse Island.
Horse Island (en irlandais : Oileán na gCapall) est une île située dans le comté de Cork, en Irlande. 

## Toponymie
Le nom de l'île est composé des mots anglais horse « cheval » et island « île ».

## Géographie
L'île se trouve dans la baie de Roaringwater (en), à environ cinq kilomètres à l'est-sud-est du village de Schull, dans le sud-ouest de l'Irlande.

## Climat
Horse Island possède un climat océanique (classification de Köppen Cfb).

## Histoire
Au XIXe siècle, une mine de cuivre fonctionnait sur l'île, employant environ 100 mineurs à l'époque,.
Propriété privée, Horse Island est mise en vente en 2018 pour le prix de 6 750 000 d'euros,. En juillet 2020, elle est vendue plus de 6,3 millions $, sans que l'acquéreur ait pu la voir autrement qu'en vidéo. Il n'a pu la visiter pour cause de pandémie de covid-19.

## Démographie
| 1841 | 1851 | 1861 | 1871 | 1881 | 1891 | 1901 | 1911 |
| ---- | ---- | ---- | ---- | ---- | ---- | ---- | ---- |
| 137  | 116  | 84   | 72   | 63   | 48   | 42   | 27   |

| 1926 | 1936 | 1946 | 1951 | 1956 | 1961 | 1966 | 1971 |
| ---- | ---- | ---- | ---- | ---- | ---- | ---- | ---- |
| 20   | 26   | 28   | 20   | 16   | 12   | 0    | 0    |

| 1981 | 1986 | 1991 | 1996 | 2002 | 2006 | 2011 | 2016 |
| ---- | ---- | ---- | ---- | ---- | ---- | ---- | ---- |
| 0    | 0    | 0    | 0    | 3    | 2    | 2    | 1    |